# (21665) Frege
(21665) Frege ist ein Asteroid des Hauptgürtels, der am 5. September 1999 vom italo-amerikanischen Astronomen Paul G. Comba am Prescott-Observatorium (IAU-Code 684) in Arizona entdeckt wurde.
Der Asteroid wurde am 9. Mai 2001 nach dem deutschen Mathematiker, Logiker und Philosophen Gottlob Frege (1848–1925) benannt, der als einer der hauptsächlichen Wegbereiter der analytischen Philosophie gilt.